# Lake Quinault

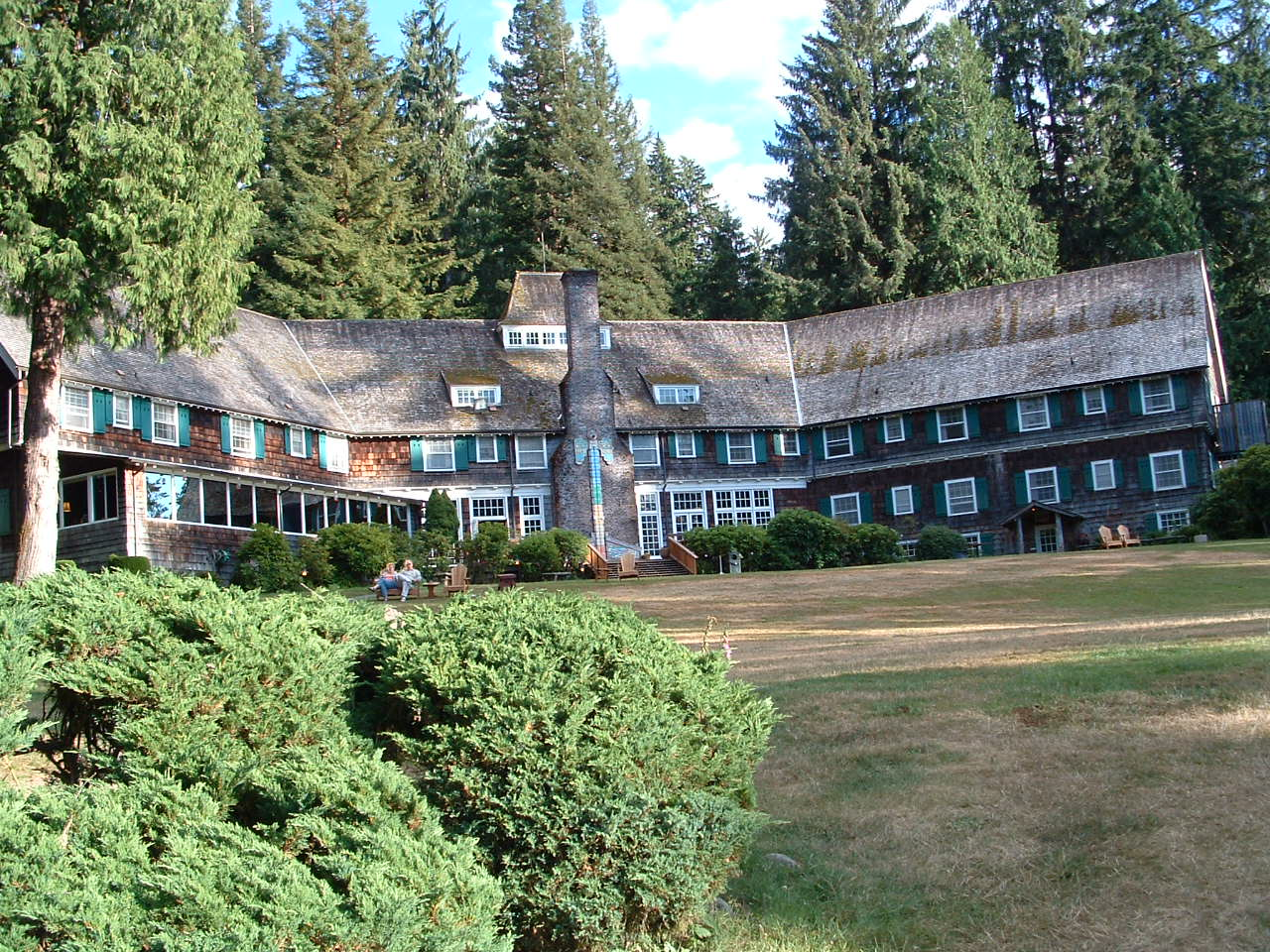
Lake Quinault Lodge

Lake Quinault is een meer in de Olympic Peninsula in de staat Washington.  Het ligt in de Quinault Valley, een dal uitgeslepen door ijs, in het zuidwesten van Olympic National Park. Het meer ligt in een gebied met gematigde regenwouden. Lake Quinault behoort bestuurlijk tot de Quinault Indian Nation.

## Ligging en klimaat
Het meer maakt onderdeel uit van de Quinaultrivier. Deze 117 kilometer lange rivier begint in Olympic National Park en stroomt bij Taholah de Stille Oceaan in. Het stroomgebied heeft een oppervlakte van 487 km2. 
Het meer kent een zeer nat klimaat en in de directe omgeving liggen gematigde regenwouden. Per jaar valt er gemiddeld bijna 4 meter neerslag. De gemiddelde temperaturen liggen op een vergelijkbaar niveau met Amsterdam.
| Maand                                                        | jan | feb | mrt | apr  | mei  | jun  | jul  | aug  | sep  | okt  | nov | dec | Jaar  |
| ------------------------------------------------------------ | --- | --- | --- | ---- | ---- | ---- | ---- | ---- | ---- | ---- | --- | --- | ----- |
| Gemiddeld maximum (°C)                                       | 5,8 | 7,2 | 9,7 | 13,1 | 17,5 | 19,1 | 22,9 | 23,3 | 21,4 | 14,6 | 8,2 | 6,1 | 14,2  |
| Gemiddeld minimum (°C)                                       | 0,4 | 0,8 | 1,4 | 2,9  | 5,7  | 8,5  | 10,6 | 11,1 | 9,3  | 5,6  | 2,3 | 0,8 | 5,0   |
|                                                              |     |     |     |      |      |      |      |      |      |      |     |     |       |
| Neerslag (mm)                                                | 575 | 475 | 530 | 244  | 162  | 136  | 111  | 89   | 137  | 311  | 493 | 597 | 3.860 |
| Bron: Western Regional Climate Center (maanddata, 1971-2000) |     |     |     |      |      |      |      |      |      |      |     |     |       |

## Recreatie
Het meer ligt langs de U.S. Route 101. Op het meer is vissen, met een vergunning, toegestaan. Rondom het meer ligt een weg. Langs het meer liggen diverse wandelpaden, vooral in het zuiden liggen een aantal kortere routes en verder naar het oosten, meer naar het centrum van Olympic National Park, zijn ook langere routes te bewandelen.

### Lake Quinault Lodge
Direct aan de zuidoever van het meer ligt een hotel, de Lake Quinault Lodge. De lodge werd in 1926 in zeer korte tijd gebouwd; de bouw duurde 53 dagen en op 18 augustus werd het gebouw officieel geopend. Al het bouwmateriaal werd over een gravelweg aangevoerd vanaf Grays Harbor, een afstand van zo’n 80 kilometer. De architect was Robert C. Reamer. Het houten hoofdgebouw telt twee etages en in de 70'er jaren zijn nog een aantal extra appartementen en hotelkamers bijgebouwd. President Roosevelt heeft op 1 oktober 1937 de lodge bezocht. 